# Mahmud Khalji
Mahmud Khalji was van 1436 - 1469 de eerste Khalji heerser van het moslimvorstendom Malwa in de Indiase deelstaat Madhya Pradesh. 
De Khalji (خلجی خاندان) waren van oorsprong Ghilzai Pashtuns. Mahmud wist de troon over te nemen van Ghazni Khan en zijn lijn zou het vorstendom regeren tot aan de verovering van Malwa in 1531 door de vorsten van Gujarat. Mahmud was een sterk vorst die in een aantal veldtochten zijn vorstendom wist uit te breiden met delen van Gujarat, Rajastan en de Deccan.

## Oorlogen met Mewar
Zijn grote Hindoe-tegenvoeter was Kumbha, de vorst van Mewar. In november 1442 viel Mahmud Mewar aan en nam de steden Machhindargarh, Pangarh en Chaumuha in. Daarna sloeg hij zijn kamp op voor de regentijd. Kumbha viel op 26 april 1443 zijn kamp aan en hoewel de strijd onbeslist bleef zag sultan Mahmud zich genoopt naar Mandu terug te keren. Hij viel opnieuw aan in november en nam Gagraun en de forten er omheen, maar Chittor bleek niet te nemen. Hij trachtte een aantal malen Mandalgarh te nemen, maar ook dat bleek niet erg succesvol. Pas tien jaar later kon hij de stad innemen. 